# Kazak női vízilabda-válogatott
A kazah női vízilabda-válogatott Kazahsztán nemzeti csapata, amelyet az Kazak Vízisport-szövetség (oroszul: Федерация водных видов спорта РК, átírásban: Federacija Vodnyih Vidov Szporta RK) irányít.
Az 1991 előtt rendezett világeseményeken a Szovjetunió tagjaként vettek részt. A független Kazahsztán nemzeti csapata ezidáig kiemelkedő eredményt nem ért el nemzetközi versenyen: legjobb eredményük az olimpiai 6. hely mellett egy világbajnoki-, valamint két-két világliga- és világkupa 8. helyezés.

## Eredmények

### Nyári olimpiai játékok
- 2000 – 6. hely
- 2004 - 8. hely
- 2008-2020 - Nem jutott ki

### Világbajnokság
- 1994 - 12. hely
- 1998 - 12. hely
- 2001 - 8. hely
- 2003 - 13. hely
- 2007 - 13. hely
- 2009 - 14. hely
- 2011 - 13. hely
- 2013 - 11. hely
- 2015 - 12. hely
- 2017 - 15. hely
- 2019 - 10. hely
- 2022 - 11. hely
- 2023 - 15. hely
- 2024 - 12. hely

### Világliga
- 2004 - 8. hely
- 2020 - 8. hely

### Világkupa
- 1993 - 8. hely
- 2002 - 8. hely